# Audre Lorde
Audre Lorde, ursprungligen Audrey Geraldine Lorde, född 18 februari 1934 i Harlem i New York, död 17 november 1992 på Saint Croix, Amerikanska Jungfruöarna, var en amerikansk författare. Lorde var afro-amerikansk människorättsaktivist och feminist. Lorde beskrev sig själv som “black, lesbian, mother, warrior, poet”.

## Biografi
Lordes föräldrar, Frederick Byron Lorde och Linda Gertrude Belmar Lorde, hade invandrat från Barbados och Carriacou i Karibien. Lorde hade två äldre systrar, Phyllis och Helen. Hon var närsynt på gränsen till blind, men lärde sig vid fyra års ålder att skriva och läsa. När hon gick i åttonde klass skrev hon sin första dikt.
Vad gäller stavningen av namnet Audrey valde hon redan som barn att ta bort bokstaven ”y”. I boken Zami: A new spelling of my name förklarar hon att hon tyckte bättre om symmetrin i Audre Lorde. Hon hade en komplicerad relation till sina föräldrar, framförallt med sin mor, vilka hade strikta regler och förväntningar som Lorde inte levde upp till eller höll med om.
Hon var duktig i skolan och fick ett stipendium för att studera på college, och började på det men hoppade senare av. Hennes politiska engagemang tog sin start vid denna tid. 1954 tillbringade hon ett år i Mexico City, och var student på National University of Mexico. Under denna period blev hon säkrare på sin identitet som lesbisk och sitt konstnärliga uttryck som poet.
Hon flyttade tillbaka till New York och 1959 tog hon examen vid Hunter College. Hon arbetade som bibliotekarie, fortsatte att skriva och var aktiv i hbtq-rörelsen i Greenwich Village. Hon fortsatte sina studier vid Columbia University och tog masterexamen i biblioteksvetenskap 1961. Under tiden arbetade hon parallellt som bibliotekarie på Vernon public library och gifte sig med Edwin Rollins. Paret fick två barn för att sedan skiljas 1970. Under åren 1966 till 1968 arbetade hon som bibliotekschef på Town school library i New York.
1980 grundade hon tillsammans med Barbara Smith och Cherríe Moraga Kitchen Table: Women of Color Press, USA:s första förlag för svarta kvinnor.
Lorde dog 1992 av långvarig cancer.

## Författarskap
Som poet är hon bäst känd för sin tekniska behärskning och sina känslomässiga uttryck, särskilt i sina dikter som uttrycker ilska och upprördhet över de rättsliga och sociala orättvisor som hon observerade under hela sitt liv. Hennes dikter och prosa handlar till stor del om frågor som mänskliga rättigheter, feminism och utforskandet av en kvinnlig svart identitet.
Lordes poesi lyfter ofta fram politiska ämnen ur ett personligt perspektiv. Under sin karriär blev hon känd för sin ilska över diskrimineringen mot svarta, sin stolthet över sin identitet som svart och sitt intersektionella perspektiv där hon särskilt uppmärksammade kvinnors upplevelser. I diktsamlingen From a Land Where Other People Live tar hon upp ämnen som ilska, ensamhet och orättvisor, men också identitetsfrågor om vad det innebär att vara en afro-amerikansk kvinna, mor, vän och älskare. Vartefter Lorde blev äldre och tryggare i sin sexualitet blev hon mer öppen och hennes poesi mer personlig.
The Cancer Journals (1980) bygger på Lordes dagboksanteckningar från sent 70-tal och beskriver liksom A Burst of Light (1988) och hennes diagnostisering, behandling och återhämtning från bröstcancer.
Lordes personliga roman Zami: A New Spelling of My Name (1982), beskriver hennes barndom och uppväxt fram till det att hon är ung vuxen. Narrativet handlar om Lordes sexuella utveckling och självmedvetenhet.
Sister Outsider: Essays and Speeches (1984) handlar om vikten av att lyfta fram marginaliserade gruppers erfarenheter för att synliggöra deras kamp i samhället. Hon betonade vikten av att olika grupper, framförallt svarta och vita kvinnor, hittar gemensamma nämnare i sina erfarenheter.

## Eftermäle
Nedslagskratern Lorde på planeten Merkurius är uppkallad efter henne.

### Poesi
- 1968 - The First Cities, Poets Press
- 1970 - Cables to Rage, Paul Breman
- 1973 - From a Land Where Other People Live, Broadside Press ISBN 9780910296977
- 1974 - New York Head Shop and Museum, Broadside Press ISBN 9780910296342
- 1976 - Coal, Norton Publishing ISBN 9780393044461
- 1976 - Between Our Selves
- 1978 - Hanging Fire
- 1978 - The Black Unicorn, Norton Publishing ISBN 9780393312379
  - 2022 - Den svarta enhörningen, i översättning av Athena Farrokhzad, Ellerströms förlag. ISBN 9789172475939
- 1982 - Chosen Poems: Old and New, Norton Publishing ISBN 9780393300178
- 1986 - Our Dead Behind Us, Norton Publishing. ISBN 9780393303278
  - 2022 - Våra döda bakom oss, i översättning av Athena Farrokhzad, Ellerströms förlag. ISBN 9789172476639

- 1993 - The Marvelous Arithmetics of Distance, Norton Publishing ISBN 9780393035131

### Prosa
- 1980 - Cancer Journals, Aunt Lute Books ISBN 9781879960732
- 1983 - Zami: A New Spelling of My Name, The Crossing Press ISBN 9780895941220
- 1981 - Uses of the Erotic: the erotic as power, Kore Press ISBN 9781888553109
- 1984 - Sister Outsider: Essays and Speeches, The Crossing Press
- 1988 - A Burst of Light, Firebrand Books ISBN 9780932379399

### Övrigt
- 2009 - I Am Your Sister: Collected and Unpublished Writings of Audre Lorde, Oxford University Press ISBN 9780195341485
- 2017 - Your Silence Will Not Protect You : Essays and Poems, Silver Press ISBN 9780995716223
- 2018 - The Master's Tools Will Never Dismantle the Master's House, Penguin Books ISBN 9780241339725
  - 2024 - Härskarens verktyg kommer aldrig att montera ned härskarens hus, i översättning av Arazo Arif och Marcel Mangold, Modernista ISBN 9789178930579